# 경포초등학교
경포초등학교는 대한민국 강원특별자치도 강릉시 교동에 있는 공립 초등학교이다.

## 학교 연혁
- 1932년 5월 5일 정동공립보통학교 개교(설립인가 4월 2일, 강릉시 죽헌길 140-12)
- 1938년 4월 1일 경포공립심상소학교로 개명[1]
- 1941년 4월 1일 경포공립국민학교로 개명[2]
- 1946년 3월 20일 경포국민학교로 개명
- 1996년 3월 1일 경포초등학교로 개명[3]
- 2003년 10월 8일 현 위치(교동)로 교사 이전
- 2023년 1월 9일 제88회 졸업식(총계 8758명)
- 2023년 6월 11일 주소 변경 (강원특별자치도 강릉시 솔올로 90)
- 2024년 1월 8일 제89회 졸업식(총계 8860명)
- 2025년 1월 8일 제90회 졸업식(총계 8952명)
- 2025년 3월 1일 제37대 박미선 교장 부임

## 학교 상징
- 교화 - 개나리 : 꿈과 희망을 갖고 서로 도우며 봉사하는 어린이
- 교목 - 삼나무 : 당당한 기상과 남을 위해 봉사하는 어린이

## 이전 이후
이전 이후, 옛 경포초등학교 자리에는 2010년 강릉예술창작인촌이 들어섰다.

## 참고 자료
- 경포초등학교 - 한국교육학술정보원 학교알리미